# Maltatge

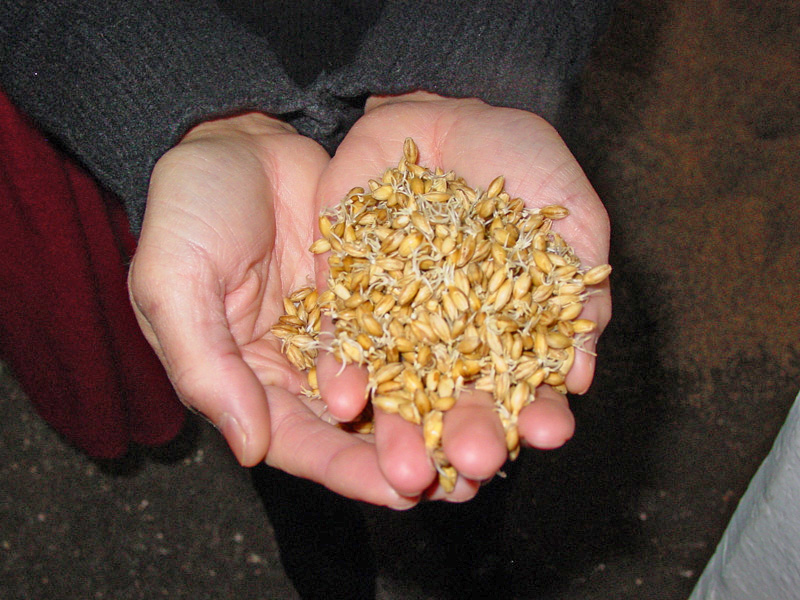
Gra d'ordi maltat

El maltatge és un procés aplicat als grans de cereal, on aquests grans es fan germinar i s'assequen després de la germinació del gra per fabricar malt. L'ordi és el cereal maltat més comú.
El malt intervé en la fabricació cervesa, whisky, vinagre de malt i altres begudes. Durant el maltatge, la humitat activa enzims que converteixen el midó del gra en sucres senzills, més interessants per a la jove planta. El maltatge concerneix aturar aquest procés natural al moment idoni per l'ús que se'n vol fer.
El procés de maltatge es fa de la següent manera:
- Els grans frescs (després d'haver-los netejat i classificat segons la mida) es renten i amaren, hidratant-se fins que comença la germinació.
- Se'ls proporciona un grau d'humitat constant per promoure la germinació i el creixement del germ. És important l'aireig, que hi hagi oxigen per a la respiració i per a l'activació dels enzims que modifiquen l'estructura de l'endosperma del gra, degradant macromolècules (polisacàrids estructuras, proteïnes i midó). Aquesta germinació s'inicia i es regula per part de les gibberel·lines, hormones sintetitzades en l'embrió del gra.[4]
- Es deixa créixer l'arrel del gra fins a una longitud similar a la que té la llavor, o una mica menys. Aquest procés triga de quatre a sis dies per al gra d'ordi.
- Després d'això, el malt verd és assecat fins que el contingut d'humitat sigui sota el 6%.[5] Normalment es fa una primera etapa d'assecat a temperatures creixents fins 75 °C, on s'aconseguiex reduir la humitat del most. En una segona etapa de curat el gra s'escalfa, quan és necessari, a temperatures més altes per desenvolupar gustos, aromes i colors produint-se, entre d'altres la reacció de Maillard. Segons el tipus de malt que es vol obtenir, s'asseca amb temperatures i velocitats diferents. El combustible i el fum poden influir en el gust del producte acabat.

## Tecnologies de maltatge
Els procediments més habituals per a produir malt són els següents:
Maltatge al terra (floor malting): En aquest procés tradicional, el gra d'ordi, un cop hidratat en una cisterna es deixa germinar al terra. El malter s'encarrega de remoure el gra de tal forma que s'airegi durant la germinació. Inicialment aquests procés es feia manualment amb pales i rasclets tot i que actualment pot estar més mecanitzat. El control de la temperatura i humitat depenia de les condicions ambientals (temperatura ambient, sistemes naturals de ventilació, etc.), el gruix del llit de gra també serà major o menor depenent de la temperatura. Un cop el malter estima que el gra ha arribat al punt òptim de germinació, aquest s'asseca en un forn.
Maltatge pneumàtic: Conjunt de tècniques que es caracteritzen perla mecanització del procés, principalment en el transport de gra i la barreja d'aquest en les diferents etapes, el que permet treballar amb quantitats majors de gra (major gruix del llit de cereal). L'exemple més clàssic són les caixes Saladin, on es realitza la germinació del gra; el gra s'aireja i s'homogeïnitza per mitjà d'uns cargols rotatoris que asseguren una bona barreja del gra. Un corrent d'aire fresc i humit regula la temperatura del gra i evita que aquest perdi massa humitat. El procés d'amarat es realitza en tancs on normalment s'alternen etapes humides (amb el gra submergit) amb etapes seques perquè el gra pugui respirar millor i es dreni el CO2 generat. També es pot bombollejar aire comprimit a través de l'aigua d'amarat per renovar-ne l'oxigen.
Sistemes de maltatge moderns: Actualment s'han desenvolupat altres sistemes de maltatge com, per exemple, dipòsits multifunció (que permeten realitzar les diferents etapes en el mateix dipòsit) o sistemes en continu (on el gra és transportat mentre es van produint els diversos processos).
Tecnologies d'assecat i torrat: Per a realitzar aquesta etapa el més habitual és fer passar aire escalfat a través del llit de malts. Depenent del sistema els forns poden tenir un, dos o més pisos, de tal forma que primer el corrent d'aire passa pel gra més sec i després per grans més hidratats, aconseguint així aprofitar al màxim la capacitat calorífica i secant de l'aire escalfat. Per a obtenir malts especials (com els malts caramel·litzats o els malts negres), és habitual emprar torradors amb tambors rotatoris on el gra s'introdueix dins un tambor que va girant mentre hi circula l'aire calent, per tal d'homogeneïtzar el llit de malt.